# André Homberg
 (mars 2023).
Pour les autres membres de la famille, voir Famille Homberg.
André Homberg est un haut fonctionnaire et financier français né le 20 juin 1867 à Chinon et mort le 2 novembre 1948 à Bouray-sur-Juine.

## Biographie
Fils de Paul Homberg, conseiller à la cour d'appel d'Orléans, et de Marie Clouet André est le neveu d'Octave Homberg (1844-1907) et l'arrière petit-fils de l'intendant Jean-Baptiste Paul Antoine Cloüet.
Sorti de l’École polytechnique en 1889, il devient adjoint à l'Inspection général des Finances en 1892. Inspecteur des Finances en 1894, il est directeur des finances et du contrôle à Madagascar en 1896 et chargé de mission au ministère du Commerce en 1899.
Le 30 juin 1900, il épouse Marie Louise Ermel, fille de l'ingénieur Frédéric-Symphorien Ermel, professeur à l'École centrale et chef de fabrication des billets à la Banque de France, et petite-fille du compositeur Louis-Constant Ermel.
Après avoir quitté l'administration, il rentre dans la sphère privée, en tant que directeur de la Banque française du Commerce et de l'Industrie de 1901 à 1913. Il devient ensuite directeur général de 1913 à 1919, puis président de 1922 à 1932 de la Société générale.

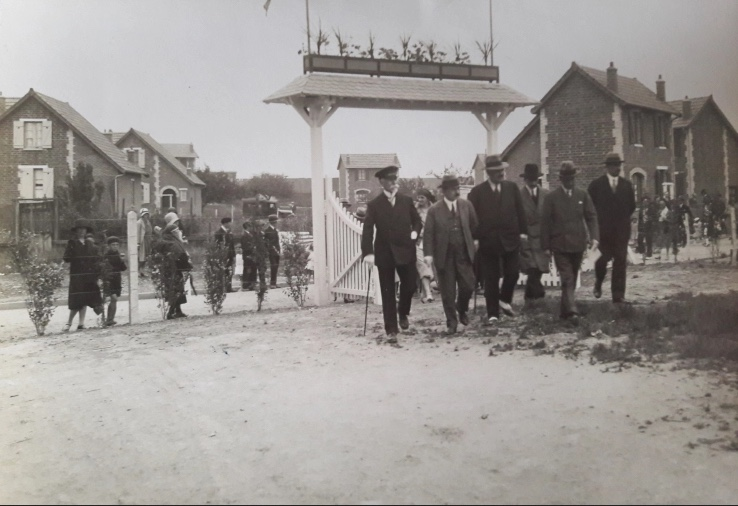
Le Havre - Inauguration du foyer Transatlantique : MM. Edde, Homberg, Fould, Tillier (de g. à d.) ; en arrière : MM. Thooris, Taberthormière.

Il est président du conseil d'administration de la Compagnie générale transatlantique de 1928 à 1931, à la suite du décès de John Dal Piaz. Il est également président de la Société générale de banque pour l'étranger et les Colonies, de la Société française de banque, de la Banque française de Syrie et de la Société franco-serbe d'Entreprises industrielles et de travaux publics, ainsi que vice-président de la Banque franco-serbe et de la Compagnie internationale de Wagons-lits.
Homberg siège également au conseil d'administration du Crédit national, de la Banque de l'Indochine, de la Société du gaz de Paris, de la Compagnie marseillaise de navigation à vapeur (Compagnie Fraissinet), des Chantiers et ateliers de Saint-Nazaire-Penhoët, de la Foncière transports, de la Banque franco-polonaise, de la Banque de Prague, de la Banque russo-asiatique, des compagnies d'assurances la Foncière-transports, Le Phénix-Incendie, Le Phénix-Vie et Le Phénix-Accidents, de la Compagnie générale des Tabacs, de la Banque de Mulhouse, de l'Union industrielle de crédit pour la reconstitution (UIC), de la Compagnie des chemins de fer de l'Est, des Docks et entrepôts du Havre, de la Compagnie générale française pour le commerce et l'industrie, de la Comptoir central d'achats pour les régions libérées, de Lorthiois et Cie, de la Société financière des pétroles, d'OPTORG, de la Vinicole de Champagne (G.H. Mumm), de l'Industrie lainière, du Groupement général des industries textiles des régions sinistrées, des Nouvelles Huileries anversoises, des Grands Magasins de la Bourse, de la Herseautoise, etc.
Il était propriétaire du château de Frémigny.